# Clearco (prefetto del pretorio)
Clearco (in latino: Clearchus; fl. 386-407) è stato un funzionario bizantino.
Fu probabilmente Comes Orientis nel 386, poi Praefectus urbi di Costantinopoli tra dal 400 al 402 e poi Prefetto del pretorio dell'Illirico tra il 402 e il 407.